# Raymond Gabutti
Raymond Gabutti (* 6. April  1908 in Paris; † 6. Januar 1985 in Dreux, Frankreich) war ein französischer Filmarchitekt.

## Leben
Bevor er 1929 zum Film als Bühnenarchitekt kam, betrieb er Malstudien in Italien. Zuerst arbeitete er als Assistent, oft für Jean d’Eaubonne. 1937 war er zum ersten Mal Chefarchitekt. In den folgenden dreißig Jahren entwarf er die Bauten für eine große Anzahl von Unterhaltungsfilmen, u. a. für die Kinder des Olymps.

## Filmografie (Auswahl)
- 1937: Police mondaine
- 1938: Carrefour
- 1938: Durand bijoutier
- 1942: Vie privée
- 1943: Mermoz
- 1943: Retour de flamme
- 1943/45: Kinder des Olymp (Les enfants du paradis)
- 1947: La cabane aux souvenirs
- 1948: Émile l'Africain
- 1948: Fort de la solitude
- 1949: Fantômas contre Fantômas
- 1949: Jean de la Lune
- 1950: Le grand cirque
- 1951: Frauen, Liebe, Legionäre (Capitaine Ardant)
- 1952: Grand gala
- 1952: L'amour n'est pas un péché
- 1953: Hélène Boucher – Ein Fliegerleben (Horizons sans fin)
- 1953: Les amoureux de Marianne
- 1955: Fantaisie d'un jour
- 1955: Razzia in Paris (Razzia sur la chnouf)
- 1955: Village magique
- 1956: Je reviendrai à Kandara
- 1957: Der sechste Mann (Tous peuvent me tuer)
- 1957: Les 3 font la paire
- 1958: Das Leben zu zweit (La vie à deux)
- 1958: Die Abenteuer des kleinen Rémi (Sans famille)
- 1960: Quai du Point-du-Jour
- 1961: Les nouveaux aristocrates
- 1964: Jungfrau reich garniert (Aimez-vous les femmes)
- 1965: 100 Millionen im Eimer? (Cent briques et des tuiles)
- 1965: Belle und Sebastian (Belle et Sébastien)
- 1965: Caroline und die Männer über vierzig (Moi et les hommes de 40 ans)
- 1965: La tête du client
- 1965: Yoyo, der Millionär (Yoyo)
- 1968: Ich laß mich nicht für dumm verkaufen (Faut pas prendre les enfants du bon Dieu pour des canards sauvages)
- 1969: Une veuve en or
- 1974: Wann sehen wir uns wieder, Grelu? (Ursule et Grelu)